# Lisimàquides
|  | No s'ha de confondre amb els lisimàquides, la dinastia de Lisímac de Tràcia. |

Lisimàquides (grec antic: Λυσιμαχίδης, llatí: Lysimachides) fou un escriptor de l'antiga Grècia del segle i aC.
Va escriure una obra sobre els oradors àtics dirigida a Cecili Calactí. També va escriure sobre altres temes relacionats amb els atenesos. La seva època no s'esmenta.